# Estrées (Adelsgeschlecht)
Estrées ist der Name einer adligen französischen Familie, die ihren Namen von einem Landgut in der Nähe von Arras ableitet und mehrere Generale, Admirale, Diplomaten, Kirchen- und Staatsmänner hervorgebracht hat.

## Wichtige Vertreter
- Antoine d’Estrées, Seigneur de (Valieu); ⚭ Jeanne de La Cauchie
  - Jean I. d’Estrées (1486–1571), seigneur d’Estrées, de Valiers, de Coeuvres et de Viérey, comte d’Orbec, baron de Doudeauville, vicomte de Soissons, Premier Baron et Sénéchal de Boulonnais, capitaine der Gardes du Corps du Roi, Grand maître de l’artillerie de France (1550)
    - Antoine IV. d’Estrées († 1609), vicomte de Soissons et de Berzy, marquis de Coeuvres, Grand Maître de l’Artillerie de France; ⚭ Françoise Babou de La Bourdaisière (um 1542–1592)
      - Diane d’Estrées (1566–1618), ⚭ 17. Juni 1596 in Paris Jean de Montluc, Seigneur de Balagny, Marschall von Frankreich, Gouverneur von Cambrai, († Juni 1603), unehelicher und anerkannter Sohn von Jean de Monluc, Bischof von Valence, und Anne Martin
      - Angélique d’Estrées (wohl 1570–1634), Äbtissin von Maubuisson
      - Gabrielle d’Estrées (um 1570–1599), marquise de Monceaux, später duchesse de Beaufort et Pair de France, duchesse d’Etampes, Geliebte Heinrichs IV., Begründerin der Linie Bourbon-Vendôme
      - François-Annibal d’Estrées (um 1573–1670), marquis de Coeuvres, später Duc d’Estrées und Pair von Frankreich, Comte de Nanteuil-le-Haudouin, Marschall von Frankreich; ⚭ (1) Marie de Béthune; ⚭ (2) Anne Habert de Montmort; ⚭ (3) Gabrielle de Longueval
        - (1) François-Annibal II. d’Estrées (1623–1687), comte de Nanteuil-le-Haudouin, dann marquis de Coeuvres, dann duc d’Estrées et Pair de France, vicomte de Soissons et de Pierrefonds; ⚭ Catherine de Lauzières de Thémines, † September 1684, Tochter von Charles de Lauzières und Anne Habert de Montmort (seine Stiefmutter), sowie Enkelin von Pons de Lauzières, Marschall von Frankreich
          - François-Annibal III. d’Estrées (1648/49–1698), 3. Duc d’Estrées
            - Louis-Armand d’Estrées (1682–1723), 4. Duc d’Estrées; ⚭ Diane–Adélaide Philippa Mancini-Mazarin (1687–1747), Tochter von Philippe Jules Mancini-Mazarin, Herzog von Nevers (Haus Mazarin-Mancini)

          - Jean IV. d’Estrées (1651–1694), 1681 Bischof von Laon

        - (1) Jean II. d’Estrées (1624–1707), comte de Nanteuil-le-Haudouin, genannt d’Estrées, baron de Doudeauville et de Parenty, seigneur de Tourpes, Premier Baron du Boulonnais, Marschall von Frankreich, Admiral von Frankreich
          - Victor-Marie d’Estrées (1660–1737), 5. Duc d’Estrées, Pair de France, Vizeadmiral und Marschall von Frankreich, Doyen des Maréchaux, Vizekönig von America, Mitglied des Staats- und Regentschaftsrats, Mitglied der Akademie
          - Jean III. d’Estrées (1666–1718), Botschafter in Portugal und Spanien, Mitglied der Akademie, ernannter Fürsterzbischof von Cambrai
          - Marie-Anne Catherine d’Estrées (1663–1741); ⚭ 1691 Michel-François Le Tellier (1663–1721) Marquis de Louvois, Sohn von François Michel Le Tellier de Louvois (Haus Le Tellier)
            - Louis-Charles-César Le Tellier (1695–1771), Marquis de Courtanvaux, 6. und letzter Duc d’Estrées, 1757 Marschall von Frankreich

        - (1) César d’Estrées (1628–1714), Kardinal, Bischof von Albano, Bischof von Laon und Pair von Frankreich, Gesandter beim Heiligen Stuhl und bei Philipp V., Mitglied der Académie française
        - (2) Christine d’Estrées († 1658); ⚭ François Marie de Lorraine, Prince de Lillebonne († 1624) (Haus Guise)

      - Julienne-Hippolyte d’Estrées; ⚭ 1597 Georges de Brancas, 1627 Duc de Villars, 1652 Pair de France, † 1657 (Haus Brancas)